# Miguel Pérez Capella
Miguel Pérez Capella (Linares, Andalusia, 1930 – Girona, 2014) fou un jurista i magistrat espanyol establert a Catalunya. Va presidir l'Audiència Provincial de Girona entre el 1985 i el 2000, i per la seva tasca professional va rebre nombrosos reconeixements. En un vessant literari, destacava escrivint poesia i col·laborava com a articulista amb algunes publicacions de les comarques gironines.

## Biografia[3]
Pérez Capella volia ser periodista, però al final va seguir la professió familiar, la de jutge, com havia estat el seu pare, el seu avi i el seu besavi. Va fer la carrera de Dret a la Universitat Central de Madrid. Seguidament, va fer la carrera Judicial per ser jutge, si bé va començar fent de secretari judicial.
El seu primer destí, com a secretari judicial, va ser Riaño (Lleó), l'any 1955. Al cap de tres mesos va ser enviat com a secretari judicial al jutjat de primera instància i instrucció de Lalín (Pontevedra). L'any 1959 va demanar l'excedència voluntària en ser destinat com a jutge a Campillos (Màlaga).
L'any 1962 va ser destinat, com a jutge d'ascens, a la Bisbal d'Empordà (Baix Empordà). Va prendre possessió el 16 de maig. L'any 1973 va ser promogut a magistrat i va ser destinat als jutjats de primera instància i instrucció de Palma. Però per poc temps, ja que l'octubre de 1973 va ser destinat a l'Audiència de Girona. El mes de febrer de 1985 ja va ocupar provisionalment la presidència. El mes de juny va ser destinat a l'Audiència Territorial de Barcelona, però va tornar ben aviat per ocupar ja la presidència del màxim òrgan judicial gironí, que va quedar vacant davant la marxa del fins ara president, Francisco Soto Nieto. Va prendre possessió de la presidència gironina el 16 d'octubre del 1985. I ja no va deixar el càrrec fins a la seva jubilació, el 12 de desembre del 2000, en complir l'edat legalment establerta.
Durant la seva presidència, cal destacar alguns fets rellevants. Per exemple, l'Audiència Provincial de Girona va ser la primera d'Espanya a incorporar la informàtica. També va permetre la normalització del català en els judicis i la presència de televisions i fotògrafs. L'Audiència gironina va ser la primera catalana que va ser custodiada pels Mossos d'Esquadra. L'any 1998 va ser elegit membre de la comissió permanent de la Sala de Govern del Tribunal Superior de Justícia de Catalunya.
L'abril del 2001 va ser nomenat magistrat emèrit de l'Audiència de Girona. Té, entre altres condecoracions, les creus de Primera Classe i d'Honor de l'Orde de Sant Raimon de Penyafort, Cavaller de Justícia de l'Orde Militar i Hospitalitari de Sant Llàtzer, Creu de l'Orde del Mèrit Civil, Creu del Mèrit Policial amb distintiu blanc i la Medalla d'Or als Serveis Distingits del Col·legi de Graduats Socials de Barcelona, demarcació de Girona. L'any 1968 va ser nomenat doctor honoris causa per l'acadèmia Saint Olav de Londres. Va donar classes de dret penal a la UNED de Girona.
Estava casat amb Antonia de Gregorio López († 2008), amb qui va tenir quatre fills (Josep Joaquim, Carme, Miquel Àngel i Antoni-Jesús). Miguel Pérez Capella va morir a Girona el 12 de novembre de 2014 després de molts anys afectat per la malaltia d'Alzheimer.

## Escriptor i poeta
Pérez Capella, a part de jurista, era un gran enamorat de les lletres. Va escriure molts articles i poesies, molts d'ells publicats en diaris i revistes gironins. Des de la seva arribada a la Bisbal, ben aviat va col·laborar molt activament en la Revista de Palafrugell, ja fos amb escrits, poesies o crítiques de llibres. També va escriure molt al Diari de Girona. Aquestes col·laboracions van reportar-li alguna distinció. Estava ben considerat a nivell poètic.
També va ser membre del jurat en diverses edicions de les Festes de Primavera de Palafrugell. I l'any 1974 va ser el pregoner de les esmentades festes.

## Escrits
- El perfil de una provincia Revista de Girona, 1963, número 25. p. 79-82
- A qui es jutge a Dallas? Arxivat 2014-11-12 a Wayback Machine. Diari Los Sitios, 27 de febrer de 1964, p. 4
- Nuestro amigo el peatón Arxivat 2015-04-02 a Wayback Machine. Revista de Palafrugell, 1 de maig de 1964, p. 6-7
- El castillo de la Bisbal Arxivat 2015-04-02 a Wayback Machine. Los Sitios de Gerona, 17 octubre 1965, p. 7
- Gerona y el arte románico Arxivat 2015-04-02 a Wayback Machine. Los Sitios de Gerona, 29 octubre 1965, p. 19
- Los caminos de Cataluña hasta Santiago Arxivat 2015-04-02 a Wayback Machine. Los Sitios de Gerona, 12 desembre 1965, p. 7
- La ruta monumental del Bajo Ampurdán Arxivat 2015-04-02 a Wayback Machine. Los Sitios de Gerona, 15 març 1966, p. 7
- ¿Fue legal el proceso de Cristo? Arxivat 2015-04-02 a Wayback Machine. Los Sitios de Gerona, 7 abril 1966, p. 5
- Ese escritor llamado Candel Arxivat 2014-11-12 a Wayback Machine. Revista de Palafrugell, 1 de juny de 1966, p. 19
- Las nuevas tendencias pictóricas Arxivat 2015-04-02 a Wayback Machine. Revista de Palafrugell, 1 de setembre de 1966, p. 10
- El pintor López Cabrera Arxivat 2015-04-02 a Wayback Machine. Revista de Palafrugell, 1 novembre de 1966, p. 15
- Cataluña y su cerámica Revista de Girona, 1969, número 47. p. 4-6
- Carta abierta al escritor Francisco Candel Arxivat 2015-04-02 a Wayback Machine. Revista de Palafrugell, 1 de desembre de 1971, p. 6
- Apuntes para la historia numismática de la provincia de Gerona Revista de Girona, 1975, número 70, p. 43-44
- Monedes Arxivat 2015-04-02 a Wayback Machine. Diari de Girona, 8 febrer 1995, p. 11
- Ara fa cinc-cents anys Arxivat 2015-04-02 a Wayback Machine. Diari de Girona, 15 febrer 1995, p. 11
- No som gran cosa...?[Enllaç no actiu] Diari de Girona, 9 gener 2005, p. 94
- D'on sorgeix la vida? Arxivat 2015-04-02 a Wayback Machine. Diari de Girona, 20 juliol 2008, p. 92

## Poemes
- El pino y la lira (poema) Arxivat 2015-04-02 a Wayback Machine. Revista de Palafrugell, 1 de gener de 1969, p. 13
- Yo no siento el Carnaval... (poema) Arxivat 2015-04-02 a Wayback Machine. Revista de Palafrugell, 1 de febrer de 1969, p. 7
- El invierno (poema) Arxivat 2015-04-02 a Wayback Machine. Revista de Palafrugell, 1 de novembre de 1969, p. 15
- Intimidad Arxivat 2015-04-02 a Wayback Machine. Revista de Palafrugell, 1 de gener de 1970, p. 12
- Barrio latino Arxivat 2015-04-02 a Wayback Machine. Revista de Palafrugell, 1 de març de 1972, p. 11

## Xerrades
- Historia de la lucha contra el crimen Arxivat 2015-04-02 a Wayback Machine. La Bisbal, 29 de gener de 1967
- La carrera de derecho y sus posibilidades Arxivat 2015-04-02 a Wayback Machine. Palafrugell, 9 de març de 1973